# 岩山太次郎
岩山 太次郎（いわやま たじろう、1933年(昭和8年)1月10日 - ）は、日本のアメリカ文学者、同志社大学名誉教授。元学長。
京都府出身。同志社中学校、高校卒、1955年同志社大学文学部英文科卒、58年同大学院修士課程修了、助手。
1960年代初頭にケニオン大学とアイオワ州立大学に留学。
1962年アイオワ大学英文科Master of Fine Arts(修士)修了、63年同志社大学文学部専任講師、65年助教授、71年文学部教授、86年文学部長、92年学長。2003年退任、名誉教授。
専門は19世紀アメリカ・リアリズム文学論、モダニズム以降のアメリカ詩、ユダヤ系作家の小説群。
修士論文の対象としてヘンリー・ジェイムズを選択。またアイオワでの Master of Fine Arts 論文の主題には日本現代詩を取り上げた。
2009年11月瑞宝重光章受章。

## 共編著
- 『英語論文作成法』共編著 英宝社、1978
- 『ソール・ベロー』編著 山口書店 現代英米文学セミナー双書、1982
- 『アメリカ文学を学ぶ人のために』編 世界思想社、1987
- 『金メッキ時代とアメリカ文学』編 山口書店、1987
- 『川のアメリカ文学』別府恵子共編 南雲堂、1992
- 『初めて学ぶアメリカ文学史』大森義彦、谷本泰三共著 金星堂、1995
- 『大学院改革を探る』示村悦二郎共編著 大学基準協会 JUAA選書、 1999

## 参考
- 書く技法,生きる条件--岩山太次郎先生のご退職に際して (岩山太次郎先生御退職記念号) 林以知郎 同志社大学英語英文学研究、2003-03林以知郎